# Stany Zjednoczone na Zimowych Igrzyskach Olimpijskich 2022
Stany Zjednoczone na Zimowych Igrzyskach Olimpijskich 2022 reprezentowało 224 zawodników: 116 mężczyzn i 108 kobiet. Był to dwudziesty czarty start reprezentacji Stanów Zjednoczonych na zimowych igrzyskach olimpijskich.

## Statystyki według dyscyplin
| Lp.     | Dyscyplina            | Mężczyźni | Kobiety | Łącznie |
| ------- | --------------------- | --------- | ------- | ------- |
| 1       | Biathlon              | 4         | 4       | 8       |
| 2       | Biegi narciarskie     | 6         | 8       | 14      |
| 3       | Bobsleje              | 8         | 4       | 12      |
| 4       | Curling               | 5         | 6       | 11      |
| 5       | Hokej na lodzie       | 25        | 23      | 48      |
| 6       | Kombinacja norweska   | 5         |         | 5       |
| 7       | Łyżwiarstwo figurowe  | 8         | 8       | 16      |
| 8       | Łyżwiarstwo szybkie   | 7         | 5       | 12      |
| 9       | Narciarstwo alpejskie | 6         | 11      | 17      |
| 10      | Narciarstwo dowolne   | 16        | 16      | 32      |
| 11      | Saneczkarstwo         | 5         | 3       | 8       |
| 12      | Short track           | 2         | 5       | 7       |
| 13      | Skeleton              | 1         | 2       | 3       |
| 14      | Skoki narciarskie     | 4         | 1       | 5       |
| 15      | Snowboarding          | 14        | 12      | 26      |
| Łącznie | Łącznie               | 116       | 108     | 224     |

## Zdobyte medale
| Medal  | Zawodnik | Dyscyplina            | Konkurencja                         | Data      |
| ------ | --- | --------------------- | ----------------------------------- | --------- |
| Złoto  | Lindsey Jacobellis | Snowboarding          | cross kobiet                        | 9 lutego  |
| Złoto  | Chloe Kim | Snowboarding          | halfpipe kobiet                     | 10 lutego |
| Złoto  | Ashley Caldwell, Christopher Lillis, Justin Schoenefeld | Narciarstwo dowolne   | skoki akrobatyczne drużyny mieszane | 10 lutego |
| Złoto  | Nick Baumgartner, Lindsey Jacobellis | Snowboarding          | drużynowy snowboard cross           | 12 lutego |
| Złoto  | Erin Jackson | Short track           | bieg na 500 m kobiet                | 13 lutego |
| Złoto  | Kaillie Humphries | Bobsleje              | monobob                             | 14 lutego |
| Złoto  | Alexander Hall | Narciarstwo dowolne   | slopestyle mężczyzn                 | 16 lutego |
| Złoto  | Nathan Chen | Łyżwiarstwo figurowe  | solistki                            | 17 lutego |
| Srebro | Julia Marino | Snowboarding          | slopestyle kobiet                   | 6 lutego  |
| Srebro | Jaelin Kauf | Narciarstwo dowolne   | jazda po muldach kobiet             | 6 lutego  |
| Srebro | Nathan Chen, Vincent Zhou, Karen Chen, Alexa Knierim, Brandon Frazier, Madison Hubbell, Zachary Donohue, Madison Chock, Evan Bates | Łyżwiarstwo figurowe  | drużynowo                           | 7 lutego  |
| Srebro | Ryan Cochran-Siegle | Narciarstwo alpejskie | supergigant mężczyzn                | 8 lutego  |
| Srebro | Colby Stevenson | Narciarstwo dowolne   | big air mężczyzn                    | 9 lutego  |
| Srebro | Elana Meyers-Taylor | Bobsleje              | monobob                             | 14 lutego |
| Srebro | Nicholas Goepper | Narciarstwo dowolne   | slopestyle mężczyzn                 | 16 lutego |
| Srebro | Alex Cavallini, Nicole Hensley, Maddie Rooney, Cayla Barnes, Megan Bozek, Jincy Dunne, Savannah Harmon, Caroline Harvey, Megan Keller Lee Stecklein, Hannah Brandt, Dani Cameranesi, Alexandra Carpenter, Jesse Compher, Kendall Coyne Schofield, Brianna Decker, Amanda Kessel, Hilary Knight, Abbey Murphy, Kelly Pannek, Abby Roque, Hayley Scamurra, Grace Zumwinkle | Hokej na lodzie       | turniej kobiet                      | 17 lutego |
| Srebro | David Wise | Narciarstwo dowolne   | halfpipe mężczyzn                   | 19 lutego |
| Srebro | Jessica Diggins | Biegi narciarskie     | bieg masowy kobiet                  | 20 lutego |
| Brąz   | Jessica Diggins | Biegi narciarskie     | sprint kobiet                       | 8 lutego  |
| Brąz   | Madison Hubbell, Zachary Donohue | Łyżwiarstwo figurowe  | pary taneczne                       | 14 lutego |
| Brąz   | Megan Nick | Narciarstwo dowolne   | skoki akrobatyczne kobiet           | 14 lutego |
| Brąz   | Casey Dawson, Emery Lehman, Joey Mantia | Łyżwiarstwo szybkie   | bieg drużynowy mężczyzn             | 15 lutego |
| Brąz   | Brittany Bowe | Łyżwiarstwo szybkie   | bieg na 1000 m kobiet               | 17 lutego |
| Brąz   | Elana Meyers-Taylor, Sylvia Hoffman | Bobsleje              | dwójki kobiet                       | 19 lutego |
| Brąz   | Alex Ferreira | Narciarstwo dowolne   | halfpipe mężczyzn                   | 19 lutego |

## Skład kadry

### Biathlon
| Zawodnik                                             | Konkurencja             | Czas      | Kary        | Pozycja | Źródło |
| ---------------------------------------------------- | ----------------------- | --------- | ----------- | ------- | ------ |
| Jake Brown                                           | Sprint mężczyzn         | 26:04,7   | 2 (0+2)     | 36.     | [ 1 ]  |
| Sean Doherty                                         | Sprint mężczyzn         | 26:35,2   | 4 (1+3)     | 47.     | [ 1 ]  |
| Paul Schommer                                        | Sprint mężczyzn         | 27:13,2   | 4 (1+3)     | 74.     | [ 1 ]  |
| Leif Nordgren                                        | Sprint mężczyzn         | 27:31,8   | 3 (0+3)     | 83.     | [ 1 ]  |
| Jake Brown                                           | Bieg pościgowy mężczyzn | 45:14,1   | 6 (3+1+2+0) | 40.     | [ 2 ]  |
| Sean Doherty                                         | Bieg pościgowy mężczyzn | 45:38,8   | 7 (1+1+3+2) | 43.     | [ 2 ]  |
| Jake Brown                                           | Bieg indywidualny       | 52:45,4   | 2 (0+0+2+0) | 28.     | [ 3 ]  |
| Paul Schommer                                        | Bieg indywidualny       | 53:27,6   | 3 (0+1+2+0) | 35.     | [ 3 ]  |
| Sean Doherty                                         | Bieg indywidualny       | 53:55,8   | 4 (1+1+1+1) | 42.     | [ 3 ]  |
| Leif Nordgren                                        | Bieg indywidualny       | 59:29,8   | 7 (2+2+1+2) | 87.     | [ 3 ]  |
| Sean Doherty Jake Brown Paul Schommer Leif Nordgren  | Sztafeta 4 × 7,5 km (m) | 1:25:33,0 | 3           | 13.     | [ 4 ]  |
| Susan Dunklee                                        | Sprint kobiet           | 22:39,5   | 0           | 27.     | [ 5 ]  |
| Joanne Reid                                          | Sprint kobiet           | 22:54,9   | 2 (0+2)     | 34.     | [ 5 ]  |
| Deedra Irwin                                         | Sprint kobiet           | 23:10,1   | 2 (0+2)     | 37.     | [ 5 ]  |
| Clare Egan                                           | Sprint kobiet           | 23:16,4   | 3 (1+2)     | 46.     | [ 5 ]  |
| Joanne Reid                                          | bieg pościgowy kobiet   | 39:06,7   | 3 (0+0+0+3) | 29.     | [ 6 ]  |
| Clare Egan                                           | bieg pościgowy kobiet   | 40:17,0   | 4 (0+0+2+2) | 38.     | [ 6 ]  |
| Susan Dunklee                                        | bieg pościgowy kobiet   | 40:18,9   | 3 (0+0+2+1) | 40.     | [ 6 ]  |
| Deedra Irwin                                         | bieg pościgowy kobiet   | 41:01,0   | 4 (0+0+1+3) | 40.     | [ 6 ]  |
| Deedra Irwin                                         | Bieg indywidualny       | 45:41,1   | 1 (0+0+0+1) | 7.      | [ 7 ]  |
| Clare Egan                                           | Bieg indywidualny       | 49:08,9   | 5 (1+0+3+1) | 39.     | [ 7 ]  |
| Joanne Reid                                          | Bieg indywidualny       | 51:06,3   | 5 (0+3+0+2) | 57.     | [ 7 ]  |
| Susan Dunklee                                        | Bieg indywidualny       | 51:46,0   | 4 (1+1+0+2) | 63.     | [ 7 ]  |
| Deedra Irwin                                         | bieg masowy kobiet      | 43:42,1   | 6 (1+3+1+1) | 23.     | [ 8 ]  |
| Susan Dunklee Clare Egan Deedra Irwin Joanne Reid    | Sztafeta 4 × 6 km       | 1:15:51,3 | 2           | 11.     | [ 9 ]  |
| Susan Dunklee Clare Egan Sean Dohertyr Paul Schommer | sztafeta mieszana       | 1:08:58,3 | 2           | 7.      | [ 10 ] |

### Biegi narciarskie
Mężczyźni
| Zawodnik                                               | Konkurencja        | Eliminacje | Eliminacje | Ćwierćfinał | Ćwierćfinał | Półfinał | Półfinał | Finał     | Finał   | Źródło        |
| Zawodnik                                               | Konkurencja        | czas       | Pozycja    | czas        | Pozycja     | czas     | Pozycja  | czas      | Pozycja | Źródło        |
| ------------------------------------------------------ | ------------------ | ---------- | ---------- | ----------- | ----------- | -------- | -------- | --------- | ------- | ------------- |
| Scott Patterson                                        | Bieg na 15 km      | N/A        | N/A        | N/A         | N/A         | N/A      | N/A      | 41:23,1   | 38.     | [ 11 ]        |
| Ben Ogden                                              | Bieg na 15 km      | N/A        | N/A        | N/A         | N/A         | N/A      | N/A      | 41:29,8   | 42.     | [ 11 ]        |
| Gus Schumacher                                         | Bieg na 15 km      | N/A        | N/A        | N/A         | N/A         | N/A      | N/A      | 41:53,4   | 48.     | [ 11 ]        |
| JC Schoonmaker                                         | Bieg na 15 km      | N/A        | N/A        | N/A         | N/A         | N/A      | N/A      | 43:31,6   | 66.     | [ 11 ]        |
| Scott Patterson                                        | Bieg na 30 km      | N/A        | N/A        | N/A         | N/A         | N/A      | N/A      | 1:20:10,0 | 11.     | [ 12 ]        |
| Gus Schumacher                                         | Bieg na 30 km      | N/A        | N/A        | N/A         | N/A         | N/A      | N/A      | 1:25:14,3 | 39.     | [ 12 ]        |
| Scott Patterson                                        | Bieg na 50 km      | N/A        | N/A        | N/A         | N/A         | N/A      | N/A      | 1:12:06,6 | 8.      | [ 13 ]        |
| JC Schoonmaker                                         | Sprint             | 2:51,15    | 13.        | 2:58,13     | 3.          | NQ       | NQ       | NQ        | 15.     | [ 14 ] [ 15 ] |
| Ben Ogden                                              | Sprint             | 2:52,21    | 19.        | 2:53,00     | 4.          | 2:53,41  | 6.       | NQ        | 12.     | [ 14 ] [ 15 ] |
| Kevin Bolger                                           | Sprint             | 2:52,50    | 22.        | 2:58,54     | 4.          | NQ       | NQ       | NQ        | 17.     | [ 14 ] [ 15 ] |
| Luke Jager                                             | Sprint             | 2:54,44    | 30.        | 2:59,14     | 5.          | NQ       | NQ       | NQ        | 25.     | [ 14 ] [ 15 ] |
| Ben Ogden JC Schoonmaker                               | Sprint drużynowy   | N/A        | N/A        | N/A         | N/A         | 20:11,42 | 6.       | 20:28,07  | 9.      | [ 16 ] [ 17 ] |
| Luke Jager Scott Patterson Gus Schumacher Kevin Bolger | Sztafeta 4 × 10 km | N/A        | N/A        | N/A         | N/A         | N/A      | N/A      | 2:02:56,3 | 9.      | [ 18 ]        |

Kobiety
| Zawodnik                                                  | Konkurencja       | Eliminacje | Eliminacje | Ćwierćfinał | Ćwierćfinał | Półfinał | Półfinał | Finał     | Finał   | Źródło        |
| Zawodnik                                                  | Konkurencja       | czas       | Pozycja    | czas        | Pozycja     | czas     | Pozycja  | czas      | Pozycja | Źródło        |
| --------------------------------------------------------- | ----------------- | ---------- | ---------- | ----------- | ----------- | -------- | -------- | --------- | ------- | ------------- |
| Jessica Diggins                                           | Bieg na 10 km     | N/A        | N/A        | N/A         | N/A         | N/A      | N/A      | 29:15,1   | 8.      | [ 19 ]        |
| Rosie Brennan                                             | Bieg na 10 km     | N/A        | N/A        | N/A         | N/A         | N/A      | N/A      | 29:28,6   | 13.     | [ 19 ]        |
| Novie McCabe                                              | Bieg na 10 km     | N/A        | N/A        | N/A         | N/A         | N/A      | N/A      | 30:34,9   | 24.     | [ 19 ]        |
| Hailey Swirbul                                            | Bieg na 10 km     | N/A        | N/A        | N/A         | N/A         | N/A      | N/A      | 31:05,3   | 32.     | [ 19 ]        |
| Jessica Diggins                                           | Bieg na 15 km     | N/A        | N/A        | N/A         | N/A         | N/A      | N/A      | 45:04,2   | 6.      | [ 20 ]        |
| Rosie Brennan                                             | Bieg na 15 km     | N/A        | N/A        | N/A         | N/A         | N/A      | N/A      | 47:05,4   | 14.     | [ 20 ]        |
| Hailey Swirbul                                            | Bieg na 15 km     | N/A        | N/A        | N/A         | N/A         | N/A      | N/A      | 49:42,5   | 40.     | [ 20 ]        |
| Julia Kern                                                | Bieg na 15 km     | N/A        | N/A        | N/A         | N/A         | N/A      | N/A      | 52:05,5   | 53.     | [ 20 ]        |
| Jessica Diggins                                           | Bieg na 30 km     | N/A        | N/A        | N/A         | N/A         | N/A      | N/A      | 1:26:37,3 | srebro  | [ 21 ]        |
| Rosie Brennan                                             | Bieg na 30 km     | N/A        | N/A        | N/A         | N/A         | N/A      | N/A      | 1:27:32,7 | 6.      | [ 21 ]        |
| Sophia Laukli                                             | Bieg na 30 km     | N/A        | N/A        | N/A         | N/A         | N/A      | N/A      | 1:31:21,2 | 15.     | [ 21 ]        |
| Novie McCabe                                              | Bieg na 30 km     | N/A        | N/A        | N/A         | N/A         | N/A      | N/A      | 1:31:22,5 | 18.     | [ 21 ]        |
| Rosie Brennan                                             | Sprint            | 3:14,83    | 2.         | 3:17,90     | 2.          | 3:13,29  | 4.       | 3:14,17   | 4.      | [ 22 ] [ 23 ] |
| Jessica Diggins                                           | Sprint            | 3:17,72    | 5.         | 3:16,30     | 1.          | 3:15,63  | 2.       | 3:12,84   | brąz    | [ 22 ] [ 23 ] |
| Julia Kern                                                | Sprint            | 3:20,69    | 14.        | 3:21,68     | 4.          | NQ       | NQ       | NQ        | 18.     | [ 22 ] [ 23 ] |
| Hannah Halvorsen                                          | Sprint            | 3:29,13    | 43.        | NQ          | NQ          | NQ       | NQ       | NQ        | 43.     | [ 22 ] [ 23 ] |
| Rosie Brennan Jessica Diggins                             | Sprint drużynowy  | N/A        | N/A        | N/A         | N/A         | 23:06,11 | 2.       | 22:22,78  | 5.      | [ 24 ] [ 25 ] |
| Hailey Swirbul Rosie Brennan Novie McCabe Jessica Diggins | Sztafeta 4 × 5 km | N/A        | N/A        | N/A         | N/A         | N/A      | N/A      | 55:09,2   | 6.      | [ 26 ]        |

### Bobsleje
| Zawodnicy                                                      | Konkurencja     | Ślizg 1 | Ślizg 1 | Ślizg 2 | Ślizg 2 | Ślizg 3 | Ślizg 3 | Ślizg 4 | Ślizg 4 | Łącznie | Pozycja | Źródło |
| Zawodnicy                                                      | Konkurencja     | Czas    | Miejsce | Czas    | Miejsce | Czas    | Miejsce | Czas    | Miejsce | Łącznie | Pozycja | Źródło |
| -------------------------------------------------------------- | --------------- | ------- | ------- | ------- | ------- | ------- | ------- | ------- | ------- | ------- | ------- | ------ |
| Frank Del Duca Hakeem Abdul-Saboor                             | Dwójki mężczyzn | 59,87   | 13.     | 1:00,22 | 15.     | 59,86   | 11.     | 1:00,15 | 12.     | 4:00,10 | 13.     | [ 27 ] |
| Hunter Church Charlie Volker                                   | Dwójki mężczyzn | 1:0,38  | 25.     | 1:01,40 | 30.     | 1:00,53 | 25.     | NQ      | NQ      | 3:02,31 | 27.     | [ 27 ] |
| Hunter Church Joshua Williamson Kristopher Horn Charlie Volker | Czwórki         | 58,91   | 11.     | 59,70   | 19.     | 58,96   | 8.      | 59,49   | 13.     | 3:57,06 | 10.     | [ 28 ] |
| Frank Del Duca Carlo Valdes James Reed Hakeem Abdul-Saboor     | Czwórki         | 59,26   | 14.     | 59,56   | 15.     | 59,39   | 17.     | 59,44   | 9.      | 3:57,65 | 13.     | [ 28 ] |
| Elana Meyers-Taylor Sylvia Hoffman                             | Dwójki kobiet   | 1:01,26 | 3.      | 1:01,53 | 3.      | 1:01,13 | 3.      | 1:01,56 | 3.      | 4:05,48 | brąz    | [ 29 ] |
| Kaillie Humphries Kaysha Love                                  | Dwójki kobiet   | 1:01,41 | 4.      | 1:01,97 | 9.      | 1:01,75 | 6.      | 1:01,91 | 8.      | 4:07,04 | 7.      | [ 29 ] |
| Kaillie Humphries                                              | monobob kobiet  | 1:04,44 | 1.      | 1:04,66 | 1.      | 1:04,87 | 1.      | 1:05,30 | 3.      | 4:19,27 | złoto   | [ 30 ] |
| Elana Meyers-Taylor                                            | monobob kobiet  | 1:05,12 | 3.      | 1:05,30 | 3.      | 1:05,28 | 3.      | 1:05,11 | 1.      | 4:20,81 | srebro  | [ 30 ] |

### Curling
| Drużyna                                                                | Konkurencja            | Faza grupowa                      | Faza grupowa     | Faza grupowa          | Faza grupowa           | Faza grupowa     | Faza grupowa           | Faza grupowa     | Faza grupowa     | Faza grupowa          | Faza grupowa | Półfinały             | Finał/3. miejsce | Pozycja | Źródło |
| Drużyna                                                                | Konkurencja            | Przeciwnik Wynik                  | Przeciwnik Wynik | Przeciwnik Wynik      | Przeciwnik Wynik       | Przeciwnik Wynik | Przeciwnik Wynik       | Przeciwnik Wynik | Przeciwnik Wynik | Przeciwnik Wynik      | Pozycja      | Przeciwnik Wynik      | Przeciwnik Wynik | Pozycja | Źródło |
| ---------------------------------------------------------------------- | ---------------------- | --------------------------------- | ---------------- | --------------------- | ---------------------- | ---------------- | ---------------------- | ---------------- | ---------------- | --------------------- | ------------ | --------------------- | ---------------- | ------- | ------ |
| Tabitha Peterson Nina Roth Becca Hamilton Tara Peterson Aileen Geving  | Turniej kobiet         | Rosyjski Komitet Olimpijski · 9:2 | Dania · 7:5      | Chiny · 8:4           | Wielka Brytania · 5:10 | Szwecja · 4:10   | Korea Południowa · 8:6 | Szwajcaria · 6:9 | Kanada · 6:7     | Japonia · 7:10        | 6.           | NQ                    | NQ               | 6.      | [ 31 ] |
| John Shuster Chris Plys Matthew Hamilton John Landsteiner Colin Hufman | turniej mężczyzn       | Rosyjski Komitet Olimpijski · 6:5 | Szwecja · 4:7    | Wielka Brytania · 9:7 | Norwegia · 6:7         | Kanada · 5:10    | Chiny · 8:6            | Szwajcaria · 7:4 | Włochy · 4:10    | Dania · 7:5           | 4.           | Wielka Brytania · 4:8 | Kanada · 5:8     | 4.      | [ 32 ] |
| Vicky Persinger Chris Plys                                             | turniej par mieszanych | Australia · 6:5                   | Włochy · 4:8     | Norwegia · 6:11       | Szwecja · 8:7          | Chiny · 7:5      | Kanada · 2:7           | Czechy · 8:10    | Szwajcaria · 5:6 | Wielka Brytania · 4:8 | 8.           | NQ                    | NQ               | 8.      | [ 33 ] |

### Hokej na lodzie
Turniej mężczyzn
Reprezentacja mężczyzn
| - Drew Commesso - Strauss Mann - Pat Nagle - Brian Cooper - Brock Faber - Drew Helleson - Steven Kampfer - Aaron Ness - Nick Perbix - Jake Sanderson - David Warsofsky - Justin Abdelkader - Nick Abruzzese - Nathan Smith |  | - Kenny Agostino - Matty Beniers - Brendan Brisson - Noah Cates - Sean Farrell - Sam Hentges - Matthew Knies - Marc McLaughlin - Ben Meyers - Andy Miele - Brian O’Neill - Nick Shore |

| Drużyna           | Konkurencja | Faza grupowa     | Faza grupowa     | Faza grupowa     | Faza grupowa | Runda kwalifikacyjna | Ćwierćfinały      | Półfinały        | Finał            | Pozycja | Źródło        |
| Drużyna           | Konkurencja | Przeciwnik Wynik | Przeciwnik Wynik | Przeciwnik Wynik | Pozycja      | Przeciwnik Wynik     | Przeciwnik Wynik  | Przeciwnik Wynik | Przeciwnik Wynik | Pozycja | Źródło        |
| ----------------- | ----------- | ---------------- | ---------------- | ---------------- | ------------ | -------------------- | ----------------- | ---------------- | ---------------- | ------- | ------------- |
| Stany Zjednoczone | mężczyźni   | Chiny 8:0        | Kanada 4:2       | Niemcy 3:2       | 1.           | N/A                  | Słowacja 2:3 (pk) | NQ               | NQ               | 5.      | [ 34 ] [ 35 ] |

Turniej kobiet
Reprezentacja kobiet
| - Alex Cavallini - Nicole Hensley - Maddie Rooney - Cayla Barnes - Megan Bozek - Jincy Dunne - Savannah Harmon - Caroline Harvey - Megan Keller - Lee Stecklein - Hannah Brandt - Dani Cameranesi |  | - Alexandra Carpenter - Jesse Compher - Kendall Coyne Schofield - Brianna Decker - Amanda Kessel - Hilary Knight - Abbey Murphy - Kelly Pannek - Abby Roque - Hayley Scamurra - Grace Zumwinkle |

| Drużyna           | Konkurencja | Faza grupowa     | Faza grupowa                    | Faza grupowa     | Faza grupowa     | Faza grupowa | Ćwierćfinały     | Półfinały        | Finał                 | Pozycja | Źródło        |
| Drużyna           | Konkurencja | Przeciwnik Wynik | Przeciwnik Wynik                | Przeciwnik Wynik | Przeciwnik Wynik | Pozycja      | Przeciwnik Wynik | Przeciwnik Wynik | Przeciwnik Wynik      | Pozycja | Źródło        |
| ----------------- | ----------- | ---------------- | ------------------------------- | ---------------- | ---------------- | ------------ | ---------------- | ---------------- | --------------------- | ------- | ------------- |
| Stany Zjednoczone | kobiety     | Finlandia 5:2    | Rosyjski Komitet Olimpijski 5:0 | Szwajcaria 8:0   | Kanada 2:4       | 2.           | Czechy 4:1       | Finlandia 4:1    | Stany Zjednoczone 2:3 | srebro  | [ 36 ] [ 37 ] |

### Kombinacja norweska
| Zawodnik                                             | Konkurencja             | Skoki narciarskie       | Skoki narciarskie     | Skoki narciarskie | Skoki narciarskie | Bieg narciarski                 | Bieg narciarski | Bieg narciarski | Strata   | Pozycja | Źródło        |
| Zawodnik                                             | Konkurencja             | Odległość               | Nota                  | Pozycja           | Strata czasowa    | Czas biegu                      | Pozycja         | Czas łączny     | Strata   | Pozycja | Źródło        |
| ---------------------------------------------------- | ----------------------- | ----------------------- | --------------------- | ----------------- | ----------------- | ------------------------------- | --------------- | --------------- | -------- | ------- | ------------- |
| Ben Loomis                                           | skocznia normalna/10 km | 94,5                    | 105,6                 | 17.               | + 1:50            | 25:07,8                         | 16.             | 26:57,8         | + 150,1  | 15.     | [ 38 ] [ 39 ] |
| Jared Shumate                                        | skocznia normalna/10 km | 93,5                    | 99,2                  | 24.               | + 2:15            | 24:55,0                         | 13.             | 27:10,0         | + 2:02,3 | 19.     | [ 38 ] [ 39 ] |
| Stephen Schumann                                     | skocznia normalna/10 km | 88,5                    | 86,4                  | 33.               | + 3:06            | 24:46,4                         | 8.              | 27:52,4         | + 2:44,7 | 25.     | [ 38 ] [ 39 ] |
| Taylor Fletcher                                      | skocznia normalna/10 km | 86,5                    | 83,3                  | 34.               | + 3:19            | 24:31,9                         | 6.              | 27:50,9         | + 2:43,2 | 24.     | [ 38 ] [ 39 ] |
| Ben Loomis                                           | skocznia duża/10 km     | 129,0                   | 103,4                 | 18.               | + 2:26            | 26:51,2                         | 19.             | 29:17,2         | + 2:03,9 | 19.     | [ 40 ]        |
| Jared Shumate                                        | skocznia duża/10 km     | 127,5                   | 101,3                 | 19.               | + 2:34            | 26:24,5                         | 13.             | 28:58,5         | + 1:45,2 | 17.     | [ 40 ]        |
| Taylor Fletcher                                      | skocznia duża/10 km     | 117,0                   | 81,2                  | 35.               | + 3:54            | 25:42,7                         | 5.              | 29:36,7         | + 2:23,4 | 23.     | [ 40 ]        |
| Jasper Good                                          | skocznia duża/10 km     | 115,5                   | 79,8                  | 36.               | + 4:00            | 27:32,9                         | 32.             | 31:32,9         | + 4:19,6 | 34.     | [ 40 ]        |
| Jasper Good Taylor Fletcher Jared Shumate Ben Loomis | Drużynowo               | 114,5 113,0 128,0 129,0 | 80,9 85,0 108,1 113,1 | 7.                | + 1:58            | 13:07,4 12:16,3 12:53,1 12:52,3 | 2.              | 53:07,1         | + 2:22,0 | 6.      | [ 41 ]        |

### Łyżwiarstwo figurowe
| Zawodnik                          | Konkurencja   | Program krótki | Program krótki | Program dowolny | Program dowolny | Łączna nota | Pozycja | Źródło |
| Zawodnik                          | Konkurencja   | Nota           | Pozycja        | Nota            | Pozycja         | Łączna nota | Pozycja | Źródło |
| --------------------------------- | ------------- | -------------- | -------------- | --------------- | --------------- | ----------- | ------- | ------ |
| Alysa Liu                         | solistki      | 69,50          | 8.             | 139,45          | 7.              | 208,95      | 7.      | [ 42 ] |
| Mariah Bell                       | solistki      | 65,38          | 11.            | 136,92          | 8.              | 202,30      | 10.     | [ 42 ] |
| Karen Chen                        | solistki      | 64,11          | 13.            | 115,82          | 17.             | 179,93      | 16.     | [ 42 ] |
| Nathan Chen                       | soliści       | 113,97         | 1.             | 218,63          | 1.              | 332,60      | złoto   | [ 43 ] |
| Jason Brown                       | soliści       | 97,24          | 6.             | 184,00          | 6.              | 281,24      | 6.      | [ 43 ] |
| Vincent Zhou                      | soliści       | DNS            | DNS            | DNS             | DNS             | DNS         | DNS     | [ 43 ] |
| Alexa Knierim Brandon Frazier     | pary sportowe | 74,23          | 6.             | 138,45          | 7.              | 212,68      | 6.      | [ 44 ] |
| Ashley Cain-Gribble Timothy LeDuc | pary sportowe | 74,13          | 7.             | 123,92          | 9.              | 198,05      | 8.      | [ 44 ] |
| Madison Hubbell Zachary Donohue   | Pary taneczne | 87,13          | 3.             | 130,89          | 3.              | 218,02      | brąz    | [ 45 ] |
| Madison Chock Evan Bates          | Pary taneczne | 84,14          | 4.             | 130,63          | 4.              | 214,77      | 4.      | [ 45 ] |
| Kaitlin Hawayek Jean-Luc Baker    | Pary taneczne | 74,58          | 11.            | 115,16          | 10.             | 189,74      | 11.     | [ 45 ] |

Drużynowo
| Konkurencja      | Zawodnik | Soliści         | Soliści        | Solistki      | Solistki       | Pary sportowe | Pary sportowe  | Pary taneczne  | Pary taneczne   | Wynik  | Wynik   | Źródło |
| Konkurencja      | Zawodnik | SP              | FS             | SP            | FS             | SP            | FS             | SD             | FD              | Punkty | Miejsce |        |
| ---------------- | --- | --------------- | -------------- | ------------- | -------------- | ------------- | -------------- | -------------- | --------------- | ------ | ------- | ------ |
| Zawody drużynowe | Nathan Chen Vincent Zhou Karen Chen Alexa Knierim / Brandon Frazier Madison Hubbell / Zachary Donohue Madison Chock / Evan Bates | 111,71 (10 pkt) | 171,44 (8 pkt) | 65,20 (6 pkt) | 131,52 (7 pkt) | 75,00 (8 pkt) | 128,97 (6 pkt) | 86,56 (10 pkt) | 129,07 (10 pkt) | 65     | srebro  | [ 46 ] |

### Łyżwiarstwo szybkie
| Zawodnik      | Konkurencja     | Czas    | Miejsce | Źródło |
| ------------- | --------------- | ------- | ------- | ------ |
| Jordan Stolz  | 500 m mężczyzn  | 34,85   | 13.     | [ 47 ] |
| Austin Kleba  | 500 m mężczyzn  | 35,41   | 27.     | [ 47 ] |
| Jordan Stolz  | 1000 m mężczyzn | 1:09,12 | 14.     | [ 48 ] |
| Austin Kleba  | 1000 m mężczyzn | 1:10,67 | 29.     | [ 48 ] |
| Joey Mantia   | 1500 m mężczyzn | 1:45,26 | 6.      | [ 49 ] |
| Emery Lehman  | 1500 m mężczyzn | 1:45,78 | 11.     | [ 49 ] |
| Casey Dawson  | 1500 m mężczyzn | 1:49,45 | 28.     | [ 49 ] |
| Emery Lehman  | 5000 m mężczyzn | 6:21,80 | 16.     | [ 50 ] |
| Ethan Cepuran | 5000 m mężczyzn | 6:25,97 | 17.     | [ 50 ] |
| Erin Jackson  | 500 m kobiet    | 37,04   | złoto   | [ 51 ] |
| Brittany Bowe | 500 m kobiet    | 38,04   | 16.     | [ 51 ] |
| Kimi Goetz    | 500 m kobiet    | 38,25   | 18.     | [ 51 ] |
| Brittany Bowe | 1000 m kobiet   | 1:14,61 | brąz    | [ 52 ] |
| Kimi Goetz    | 1000 m kobiet   | 1:15,40 | 7.      | [ 52 ] |
| Brittany Bowe | 1500 m kobiet   | 1:55,81 | 10.     | [ 53 ] |
| Mia Kilburg   | 1500 m kobiet   | 1:59,11 | 20.     | [ 53 ] |
| Mia Kilburg   | 3000 m kobiet   | 4:13,42 | 19.     | [ 54 ] |

| Zawodnik                                | Konkurencja             | Ćwierćfinał | Ćwierćfinał | Półfinał                    | Półfinał | Finał      | Finał    | Pozycja | Źródło               |
| Zawodnik                                | Konkurencja             | Przeciwnik  | Czas        | Przeciwnik                  | Czas     | Przeciwnik | Czas     | Pozycja | Źródło               |
| --------------------------------------- | ----------------------- | ----------- | ----------- | --------------------------- | -------- | ---------- | -------- | ------- | -------------------- |
| Ethan Cepuran Casey Dawson Emery Lehman | bieg drużynowy mężczyzn | Norwegia    | 3:37,51     | Rosyjski Komitet Olimpijski | 3:37,05  | Holandia   | 3:38,81  | brąz    | [ 56 ] [ 57 ]        |
| Ian Quinn                               | bieg masowy mężczyzn    | N/A         | N/A         | –                           | 7:58,03  | NQ         | NQ       | NQ      | [ 58 ] [ 59 ] [ 60 ] |
| Joey Mantia                             | bieg masowy mężczyzn    | N/A         | N/A         | –                           | 7:44,37  | –          | 7:47,206 | 4.      | [ 58 ] [ 59 ] [ 60 ] |
| Mia Kilburg                             | bieg masowy kobiet      | N/A         | N/A         | –                           | 8:29,93  | –          | 8:16,15  | 4.      | [ 61 ] [ 62 ] [ 63 ] |
| Giorgia Birkeland                       | bieg masowy kobiet      | N/A         | N/A         | –                           | 8:34,446 | –          | 8:18,10  | 12.     | [ 61 ] [ 62 ] [ 63 ] |

### Narciarstwo alpejskie
| Zawodnik            | Konkurencja         | 1 przejazd | 1 przejazd | 2 przejazd | 2 przejazd | Łącznie | Łącznie | Źródło |
| Zawodnik            | Konkurencja         | Czas       | Pozycja    | Czas       | Pozycja    | Czas    | Pozycja | Źródło |
| ------------------- | ------------------- | ---------- | ---------- | ---------- | ---------- | ------- | ------- | ------ |
| Ryan Cochran-Siegle | zjazd (m)           | N/A        | N/A        | N/A        | N/A        | 1:43,91 | 14.     | [ 64 ] |
| Bryce Bennett       | zjazd (m)           | N/A        | N/A        | N/A        | N/A        | 1:44,25 | 19.     | [ 64 ] |
| Travis Ganong       | zjazd (m)           | N/A        | N/A        | N/A        | N/A        | 1:44,39 | 20.     | [ 64 ] |
| Ryan Cochran-Siegle | supergigant (m)     | N/A        | N/A        | N/A        | N/A        | 1:19,98 | srebro  | [ 65 ] |
| Travis Ganong       | supergigant (m)     | N/A        | N/A        | N/A        | N/A        | 1:21,37 | 12.     | [ 65 ] |
| River Radamus       | supergigant (m)     | N/A        | N/A        | N/A        | N/A        | 1:21,63 | 15.     | [ 65 ] |
| Bryce Bennett       | supergigant (m)     | N/A        | N/A        | N/A        | N/A        | 1:21,80 | 17.     | [ 65 ] |
| River Radamus       | slalom gigant (m)   | 1:03,79    | 9.         | 1:07,16    | 5.         | 2:10,95 | 4.      | [ 66 ] |
| Tommy Ford          | slalom gigant (m)   | 1:05,07    | 19.        | 1:07,34    | 7.         | 2:12,41 | 12.     | [ 66 ] |
| Ryan Cochran-Siegle | slalom gigant (m)   | DNF        | DNF        | DNF        | DNF        | DNF     | DNF     | [ 66 ] |
| Luke Winters        | slalom gigant (m)   | DNF        | DNF        | DNF        | DNF        | DNF     | DNF     | [ 66 ] |
| Luke Winters        | slalom (m)          | DNF        | DNF        | DNF        | DNF        | DNF     | DNF     | [ 67 ] |
| Keely Cashman       | zjazd (k)           | N/A        | N/A        | N/A        | N/A        | 1:34,13 | 17.     | [ 68 ] |
| Mikaela Shiffrin    | zjazd (k)           | N/A        | N/A        | N/A        | N/A        | 1:34,36 | 18.     | [ 68 ] |
| Jacqueline Wiles    | zjazd (k)           | N/A        | N/A        | N/A        | N/A        | 1:34,60 | 21.     | [ 68 ] |
| Alix Wilkinson      | zjazd (k)           | N/A        | N/A        | N/A        | N/A        | DNF     | DNF     | [ 68 ] |
| Mikaela Shiffrin    | supergigant (k)     | N/A        | N/A        | N/A        | N/A        | 1:14,30 | 9.      | [ 69 ] |
| Isabella Wright     | supergigant (k)     | N/A        | N/A        | N/A        | N/A        | 1:15,37 | 21.     | [ 69 ] |
| Keely Cashman       | supergigant (k)     | N/A        | N/A        | N/A        | N/A        | 1:15,99 | 27.     | [ 69 ] |
| Alix Wilkinson      | supergigant (k)     | N/A        | N/A        | N/A        | N/A        | DNF     | DNF     | [ 69 ] |
| Paula Moltzan       | slalom gigant (k)   | 59,57      | 17.        | 58,50      | 12.        | 1:58,07 | 12.     | [ 70 ] |
| Nina O’Brien        | slalom gigant (k)   | 58,81      | 6.         | DSQ        | DSQ        | DSQ     | DSQ     | [ 70 ] |
| Mikaela Shiffrin    | slalom gigant (k)   | DNF        | DNF        | DNF        | DNF        | DNF     | DNF     | [ 70 ] |
| AJ Hurt             | slalom gigant (k)   | DNF        | DNF        | DNF        | DNF        | DNF     | DNF     | [ 70 ] |
| Paula Moltzan       | slalom (k)          | 52,79      | 6.         | 53,39      | 20.        | 1:46,18 | 8.      | [ 71 ] |
| Katie Hensien       | slalom (k)          | 55,43      | 31.        | 53,88      | 23.        | 1:49,31 | 26.     | [ 71 ] |
| AJ Hurt             | slalom (k)          | 56,68      | 40.        | 55,51      | 34.        | 1:52,19 | 34.     | [ 71 ] |
| Mikaela Shiffrin    | slalom (k)          | DNF        | DNF        | DNF        | DNF        | DNF     | DNF     | [ 71 ] |
| Patricia Mangan     | superbombinacja (k) | 1:35,89    | 20.        | 57,05      | 8.         | 2:32,94 | 11.     | [ 72 ] |
| Mikaela Shiffrin    | superbombinacja (k) | 1:32,98    | 5.         | DNF        | DNF        | DNF     | DNF     | [ 72 ] |
| Keely Cashman       | superbombinacja (k) | 1:33,09    | 7.         | DNF        | DNF        | DNF     | DNF     | [ 72 ] |
| Isabella Wright     | superbombinacja (k) | 1:33,72    | 15.        | DNF        | DNF        | DNF     | DNF     | [ 72 ] |

| Zawodnik                                                                     | Konkurencja | 1/8 finału         | Ćwierćfinał      | Półfinał         | Finał              | Pozycja | Źródło |
| Zawodnik                                                                     | Konkurencja | Przeciwnik Wynik   | Przeciwnik Wynik | Przeciwnik Wynik | Przeciwnik Wynik   | Pozycja | Źródło |
| ---------------------------------------------------------------------------- | ----------- | ------------------ | ---------------- | ---------------- | ------------------ | ------- | ------ |
| AJ Hurt Paula Moltzan Mikaela Shiffrin Tommy Ford River Radamus Luke Winters | drużynowo   | Słowacja · W (3:1) | Włochy · W (3:1) | Niemcy · P (1:3) | Norwegia · P (2:2) | 4.      | [ 74 ] |

### Narciarstwo dowolne
Skoki akrobatyczne
| Zawodnicy          | Konkurencja                 | Kwalifikacje | Kwalifikacje | Kwalifikacje | Kwalifikacje | Finał  | Finał   | Finał  | Finał   | Finał  | Finał   | Pozycja | Źródło        |
| Zawodnicy          | Konkurencja                 | Skok 1       | Skok 1       | Skok 2       | Skok 2       | Skok 1 | Skok 1  | Skok 2 | Skok 2  | Skok 3 | Skok 3  | Pozycja | Źródło        |
| Zawodnicy          | Konkurencja                 | Punkty       | Miejsce      | Punkty       | Miejsce      | Punkty | Miejsce | Punkty | Miejsce | Punkty | Miejsce | Pozycja | Źródło        |
| ------------------ | --------------------------- | ------------ | ------------ | ------------ | ------------ | ------ | ------- | ------ | ------- | ------ | ------- | ------- | ------------- |
| Eric Loughran      | skoki akrobatyczne mężczyzn | 121,24       | 4.           | N/A          | N/A          | 111,95 | 10.     | 90,50  | 11.     | NQ     | NQ      | 12.     | [ 75 ] [ 76 ] |
| Christopher Lillis | skoki akrobatyczne mężczyzn | 119,91       | 6.           | N/A          | N/A          | 125,67 | 2.      | 122,17 | 3.      | 103,00 | 6.      | 6.      | [ 75 ] [ 76 ] |
| Justin Schoenefeld | skoki akrobatyczne mężczyzn | 118,59       | 8.           | 105,88       | 9.           | 120,36 | 7.      | 123,53 | 2.      | 106,50 | 5.      | 5.      | [ 75 ] [ 76 ] |
| Ashley Caldwell    | skoki akrobatyczne kobiet   | 101,31       | 2.           | N/A          | N/A          | 103,92 | 1.      | 105,60 | 1.      | 83,71  | 4.      | 4.      | [ 77 ] [ 78 ] |
| Megan Nick         | skoki akrobatyczne kobiet   | 89,18        | 7.           | 85,65        | 3.           | 95,17  | 4.      | 90,24  | 5.      | 93,76  | 3.      | brąz    | [ 77 ] [ 78 ] |
| Kaila Kuhn         | skoki akrobatyczne kobiet   | 84,24        | 8.           | 86,62        | 2.           | 76,49  | 7.      | 85,68  | 6.      | NQ     | NQ      | 8.      | [ 77 ] [ 78 ] |
| Ashley Caldwell    | skoki akrobatyczne mieszane | N/A          | N/A          | N/A          | N/A          | 104,31 | 2.      | 88,86  | 1.      | N/A    | N/A     | .       | [ 79 ] [ 80 ] |
| Christopher Lillis | skoki akrobatyczne mieszane | N/A          | N/A          | N/A          | N/A          | 101,81 | 2.      | 135,00 | 1.      | N/A    | N/A     | .       | [ 79 ] [ 80 ] |
| Justin Schoenefeld | skoki akrobatyczne mieszane | N/A          | N/A          | N/A          | N/A          | 124,43 | 2.      | 114,48 | 1.      | N/A    | N/A     | .       | [ 79 ] [ 80 ] |

Jazda po muldach
| Zawodnicy      | Konkurencja               | Kwalifikacje | Kwalifikacje | Kwalifikacje | Kwalifikacje | Kwalifikacje | Kwalifikacje | Finał      | Finał      | Finał      | Finał      | Finał      | Finał      | Finał      | Finał      | Finał      | Źródło        |
| Zawodnicy      | Konkurencja               | Przejazd 1   | Przejazd 1   | Przejazd 1   | Przejazd 2   | Przejazd 2   | Przejazd 2   | Przejazd 1 | Przejazd 1 | Przejazd 1 | Przejazd 2 | Przejazd 2 | Przejazd 2 | Przejazd 3 | Przejazd 3 | Przejazd 3 | Źródło        |
| Zawodnicy      | Konkurencja               | Czas         | Punkty       | Miejsce      | Czas         | Punkty       | Miejsce      | Czas       | Punkty     | Miejsce    | Czas       | Punkty     | Miejsce    | Czas       | Punkty     | Miejsce    | Źródło        |
| -------------- | ------------------------- | ------------ | ------------ | ------------ | ------------ | ------------ | ------------ | ---------- | ---------- | ---------- | ---------- | ---------- | ---------- | ---------- | ---------- | ---------- | ------------- |
| Cole McDonald  | jazda po muldach mężczyzn | 25,41        | 76,27        | 5.           | N/A          | N/A          | N/A          | 25,29      | 75,78      | 14.        | NQ         | NQ         | NQ         | NQ         | NQ         | NQ         | [ 81 ] [ 82 ] |
| Dylan Walczyk  | jazda po muldach mężczyzn | 25,03        | 75,86        | 10.          | N/A          | N/A          | N/A          | 25,13      | 75,13      | 16.        | NQ         | NQ         | NQ         | NQ         | NQ         | NQ         | [ 81 ] [ 82 ] |
| Nick Page      | jazda po muldach mężczyzn | 24,36        | 70,71        | 21.          | 25,30        | 77,36        | 3.           | 25,98      | 76,80      | 10.        | 25,63      | 76,92      | 6.         | 25,68      | 78,90      | 5.         | [ 81 ] [ 82 ] |
| Bradley Wilson | jazda po muldach mężczyzn | DNF          | DNF          | DNF          | 25,29        | 72,94        | 25.          | NQ         | NQ         | NQ         | NQ         | NQ         | NQ         | NQ         | NQ         | NQ         | [ 81 ] [ 82 ] |
| Jaelin Kauf    | jazda po muldach kobiet   | 26,97        | 79,15        | 3.           | N/A          | N/A          | N/A          | 27,00      | 79,32      | 4.         | 26,49      | 80,12      | 2.         | 26,37      | 80,27      | srebro     | [ 83 ] [ 84 ] |
| Olivia Giaccio | jazda po muldach kobiet   | 29,56        | 78,11        | 4.           | N/A          | N/A          | N/A          | 29,73      | 78,37      | 5.         | 29,50      | 77,57      | 6.         | 29,60      | 75,61      | 6.         | [ 83 ] [ 84 ] |
| Hannah Soar    | jazda po muldach kobiet   | 29,25        | 74,53        | 7.           | N/A          | N/A          | N/A          | 29,70      | 73,70      | 11.        | 28,95      | 75,16      | 7.         | NQ         | NQ         | NQ         | [ 83 ] [ 84 ] |
| Kai Owens      | jazda po muldach kobiet   | DNS          | DNS          | DNS          | 29,67        | 69,92        | 8.           | 28,34      | 75,26      | 6.         | 28,54      | 65,49      | 10.        | NQ         | NQ         | NQ         | [ 83 ] [ 84 ] |

Big Air
| Zawodnik         | Konkurencja | Kwalifikacje | Kwalifikacje | Kwalifikacje | Kwalifikacje | Kwalifikacje | Finał      | Finał      | Finał      | Finał  | Finał   | Źródło        |
| Zawodnik         | Konkurencja | Przejazd 1   | Przejazd 2   | Przejazd 2   | Wynik        | Miejsce      | Przejazd 1 | Przejazd 2 | Przejazd 3 | Wynik  | Pozycja | Źródło        |
| ---------------- | ----------- | ------------ | ------------ | ------------ | ------------ | ------------ | ---------- | ---------- | ---------- | ------ | ------- | ------------- |
| Alexander Hall   | mężczyźni   | 87,00        | 90,75        | 89,50        | 180,25       | 2.           | 68,25      | 92,50      | 27,00      | 160,75 | 8.      | [ 85 ] [ 86 ] |
| Colby Stevenson  | mężczyźni   | 83,75        | 90,50        | 56,00        | 174,25       | 5.           | 34,75      | 91,75      | 91,25      | 183,00 | srebro  | [ 85 ] [ 86 ] |
| Mac Forehand     | mężczyźni   | 77,75        | 92,00        | 79,00        | 171,00       | 8.           | 60,75      | 19,50      | 42,00      | 80,25  | 11.     | [ 85 ] [ 86 ] |
| Nicholas Goepper | mężczyźni   | 78,25        | 49,50        | 21,75        | 127,75       | 22.          | NQ         | NQ         | NQ         | NQ     | NQ      | [ 85 ] [ 86 ] |
| Darian Stevens   | kobiety     | 84,75        | 10,00        | 67,25        | 152,00       | 8.           | 56,75      | 50,75      | 18,25      | 75,00  | 11.     | [ 87 ]        |
| Marin Hamill     | kobiety     | 61,50        | 66,00        | 66,25        | 132,25       | 14.          | NQ         | NQ         | NQ         | NQ     | NQ      | [ 87 ]        |
| Maggie Voisin    | kobiety     | 16,25        | 60,00        | 68,00        | 128,00       | 15.          | NQ         | NQ         | NQ         | NQ     | NQ      | [ 87 ]        |
| Caroline Claire  | kobiety     | 20,00        | 17,25        | DNS          | 20,00        | 24.          | NQ         | NQ         | NQ         | NQ     | NQ      | [ 87 ]        |

Slopestyle, Halfpipe
| Zawodnicy        | Konkurencja         | Kwalifikacje | Kwalifikacje | Kwalifikacje | Kwalifikacje | Finał   | Finał   | Finał   | Finał     | Finał   | Źródło        |
| Zawodnicy        | Konkurencja         | Ślizg 1      | Ślizg 2      | Najlepszy    | Miejsce      | Ślizg 1 | Ślizg 2 | Ślizg 3 | Najlepszy | Miejsce | Źródło        |
| ---------------- | ------------------- | ------------ | ------------ | ------------ | ------------ | ------- | ------- | ------- | --------- | ------- | ------------- |
| Nicholas Goepper | slopestyle mężczyzn | 82,51        | 80,23        | 82,51        | 3.           | 45,75   | 86,48   | 53,45   | 86,48     | srebro  | [ 88 ] [ 89 ] |
| Alexander Hall   | slopestyle mężczyzn | 79,13        | 40,60        | 79,13        | 5.           | 90,01   | 86,36   | 31,41   | 90,01     | złoto   | [ 88 ] [ 89 ] |
| Colby Stevenson  | slopestyle mężczyzn | 78,01        | 35,80        | 78,01        | 6.           | 77,41   | 41,73   | 55,18   | 77,41     | 7.      | [ 88 ] [ 89 ] |
| Mac Forehand     | slopestyle mężczyzn | 51,21        | 37,80        | 51,21        | 20.          | NQ      | NQ      | NQ      | NQ        | NQ      | [ 88 ] [ 89 ] |
| Maggie Voisin    | slopestyle kobiet   | 72,78        | 65,93        | 72,78        | 4.           | 35,48   | 74,28   | 66,03   | 74,28     | 5.      | [ 90 ] [ 91 ] |
| Marin Hamill     | slopestyle kobiet   | 69,43        | 37,36        | 69,43        | 7.           | DNS     | DNS     | DNS     | DNS       | DNS     | [ 90 ] [ 91 ] |
| Darian Stevens   | slopestyle kobiet   | 6,18         | 50,01        | 50,01        | 18.          | NQ      | NQ      | NQ      | NQ        | NQ      | [ 90 ] [ 91 ] |
| Caroline Claire  | slopestyle kobiet   | DNS          | DNS          | DNS          | DNS          | DNS     | DNS     | DNS     | DNS       | DNS     | [ 90 ] [ 91 ] |
| Aaron Blunck     | halfpipe mężczyzn   | 26,25        | 92,00        | 92,00        | 1.           | 70,25   | 78,25   | 13,50   | 78,25     | 7.      | [ 92 ] [ 93 ] |
| Birk Irving      | halfpipe mężczyzn   | 83,25        | 89,75        | 89,75        | 3.           | 80,00   | 32,50   | 48,00   | 80,00     | 5.      | [ 92 ] [ 93 ] |
| David Wise       | halfpipe mężczyzn   | 88,75        | 89,00        | 89,00        | 4.           | 90,75   | 7,75    | 40,00   | 90,75     | srebro  | [ 92 ] [ 93 ] |
| Alex Ferreira    | halfpipe mężczyzn   | 84,25        | 69,50        | 84,25        | 7.           | 86,75   | 83,75   | 67,75   | 86,75     | brąz    | [ 92 ] [ 93 ] |
| Brita Sigourney  | halfpipe kobiet     | 80,50        | 84,50        | 84,50        | 8.           | 70,75   | 60,00   | 12,25   | 70,75     | 10.     | [ 94 ] [ 95 ] |
| Hanna Faulhaber  | halfpipe kobiet     | 84,25        | 82,00        | 84,25        | 9.           | 85,25   | 84,50   | 19,00   | 85,25     | 6.      | [ 94 ] [ 95 ] |
| Carly Margulies  | halfpipe kobiet     | 79,00        | 82,25        | 82,25        | 10.          | 24,75   | 1,75    | 61,00   | 61,00     | 11.     | [ 94 ] [ 95 ] |
| Devin Logan      | halfpipe kobiet     | 71,00        | 62,00        | 71,00        | 13.          | NQ      | NQ      | NQ      | NQ        | NQ      | [ 94 ] [ 95 ] |

Skicross
| Zawodnicy      | Konkurencja       | Rozstawienie | Rozstawienie | 1/8 finału | Ćwierćfinał | Półfinał | Finał   | Finał   | Źródło        |
| Zawodnicy      | Konkurencja       | Czas         | Miejsce      | Pozycja    | Pozycja     | Pozycja  | Pozycja | Miejsce | Źródło        |
| -------------- | ----------------- | ------------ | ------------ | ---------- | ----------- | -------- | ------- | ------- | ------------- |
| Tyler Wallasch | skicross mężczyzn | 1:13,55      | 24.          | 4.         | NQ          | NQ       | NQ      | 28.     | [ 96 ] [ 97 ] |

### Saneczkarstwo
| Zawodnik                           | Konkurencja | Ślizg 1  | Ślizg 1 | Ślizg 2  | Ślizg 2 | Ślizg 3 | Ślizg 3 | Ślizg 4 | Ślizg 4 | Łącznie  | Pozycja | Źródło  |
| Zawodnik                           | Konkurencja | Czas     | Pozycja | Czas     | Pozycja | Czas    | Pozycja | Czas    | Pozycja | Łącznie  | Pozycja | Źródło  |
| ---------------------------------- | ----------- | -------- | ------- | -------- | ------- | ------- | ------- | ------- | ------- | -------- | ------- | ------- |
| Chris Mazdzer                      | Jedynki     | 57,780   | 10.     | 58,039   | 9.      | 57,779  | 10.     | 57,779  | 10.     | 3:51,377 | 8.      | [ 98 ]  |
| Tucker West                        | Jedynki     | 58,079   | 15.     | 57,831   | 8.      | 58,534  | 21.     | 57,916  | 13.     | 3:52,360 | 13.     | [ 98 ]  |
| Jonathan Gustafson                 | Jedynki     | 57,845   | 13.     | 59,330   | 27.     | 58,496  | 20.     | 58,275  | 18.     | 3:53,946 | 19.     | [ 98 ]  |
| Zachary Di Gregorio Sean Hollander | Dwójki      | 59,389   | 12.     | 59,132   | 11.     | N/A     | N/A     | N/A     | N/A     | 1:58,515 | 11.     | [ 99 ]  |
| Ashley Farquharson                 | Jedynki     | 59,972   | 26.     | 59,024   | 8.      | 58,768  | 8.      | 58,643  | 7.      | 3:56,407 | 12.     | [ 100 ] |
| Summer Britcher                    | Jedynki     | 1:00,986 | 29.     | 59,156   | 15.     | 59,152  | 20.     | NQ      | NQ      | 2:59,294 | 23.     | [ 100 ] |
| Emily Sweeney                      | Jedynki     | 58,971   | 10.     | 1:02,439 | 32.     | 58,882  | 12.     | NQ      | NQ      | 3:00,292 | 26.     | [ 100 ] |

| Zawodnicy                                                             | Konkurencja | Czas przejazdu             | Łącznie  | Pozycja | Źródło  |
| --------------------------------------------------------------------- | ----------- | -------------------------- | -------- | ------- | ------- |
| Ashley Farquharson Chris Mazdzer Zachary Di Gregorio / Sean Hollander | sztafeta    | 1:00,332 1:02,077 1:03,332 | 3:05,741 | 7.      | [ 101 ] |

### Short track
| Zawodnik                                                              | Konkurencja             | Kwalifikacje | Kwalifikacje | Ćwierćfinał | Ćwierćfinał | Półfinał | Półfinał | Finał    | Finał   | Źródło                          |
| Zawodnik                                                              | Konkurencja             | Czas         | Miejsce      | Czas        | Miejsce     | Czas     | Miejsce  | Czas     | Miejsce | Źródło                          |
| --------------------------------------------------------------------- | ----------------------- | ------------ | ------------ | ----------- | ----------- | -------- | -------- | -------- | ------- | ------------------------------- |
| Ryan Pivirotto                                                        | Bieg na 500 metrów (m)  | 41,018       | 3.           | 41,841      | 4.          | NQ       | NQ       | NQ       | 16.     | [ 102 ] [ 103 ] [ 104 ] [ 105 ] |
| Andrew Heo                                                            | Bieg na 1000 metrów (m) | 1:24,106     | 2.           | 1:24,603    | 1.          | 1:24,023 | 3.       | 1:36,140 | '7.'    | [ 106 ] [ 107 ]                 |
| Ryan Pivirotto                                                        | Bieg na 1000 metrów (m) | 1:54,437     | 2.           | 2:08,364    | 4.          | NQ       | NQ       | NQ       | 13.     | [ 106 ] [ 107 ]                 |
| Andrew Heo                                                            | Bieg na 1500 metrów (m) | 2:19,482     | 4.           | N/A         | N/A         | NQ       | NQ       | NQ       | 28.     | [ 108 ] [ 109 ] [ 110 ]         |
| Ryan Pivirotto                                                        | Bieg na 1500 metrów (m) | DSQ          | DSQ          | N/A         | N/A         | NQ       | NQ       | NQ       | NQ      | [ 108 ] [ 109 ] [ 110 ]         |
| Maame Biney                                                           | Bieg na 500 metrów (k)  | 43,579       | 3.           | 46,099      | 3.          | NQ       | NQ       | NQ       | 13.     | [ 111 ] [ 112 ] [ 113 ] [ 114 ] |
| Corinne Stoddard                                                      | Bieg na 500 metrów (k)  | DNF          | DNF          | NQ          | NQ          | NQ       | NQ       | NQ       | 32.     | [ 111 ] [ 112 ] [ 113 ] [ 114 ] |
| Kristen Santos                                                        | Bieg na 500 metrów (k)  | 43,579       | 1.           | DSQ         | DSQ         | NQ       | NQ       | NQ       | 17.     | [ 111 ] [ 112 ] [ 113 ] [ 114 ] |
| Corinne Stoddard                                                      | Bieg na 1000 metrów (k) | 1:27,528     | 3.           | 1:27,912    | 3.          | 1:27,626 | 4.       | 1:29,845 | 7.      | [ 115 ] [ 116 ] [ 117 ] [ 118 ] |
| Maame Biney                                                           | Bieg na 1000 metrów (k) | 1:27,859     | 1.           | 1:29,225    | 2.          | 1:28,806 | 4.       | 1:30,736 | 9.      | [ 115 ] [ 116 ] [ 117 ] [ 118 ] |
| Kristen Santos                                                        | Bieg na 1000 metrów (k) | 1:28,859     | 1.           | 1:28,393    | 1.          | 1:26,783 | 1.       | 1:42,745 | 4.      | [ 115 ] [ 116 ] [ 117 ] [ 118 ] |
| Corinne Stoddard                                                      | Bieg na 1500 metrów (k) | 2:33,329     | 3.           |             |             | 2:22,632 | 6.       | NQ       | 18.     | [ 119 ] [ 120 ] [ 121 ]         |
| Julie Letai                                                           | Bieg na 1500 metrów (k) | 2:36,214     | 5.ADV        |             |             | 2:23,315 | 8.       | NQ       | 21.     | [ 119 ] [ 120 ] [ 121 ]         |
| Kristen Santos                                                        | Bieg na 1500 metrów (k) | 2:21,027     | 1.           |             |             | 2:31,067 | 5.ADV    | 2:45,492 | 9.      | [ 119 ] [ 120 ] [ 121 ]         |
| Kristen Santos Corinne Stoddard Maame Biney Julie Letai               | Sztafeta kobiet         |              |              |             |             | 4:06,098 | 4.       | DSQ      | DSQ     | [ 122 ] [ 123 ]                 |
| Kristen Santos Maame Biney Andrew Heo Ryan Pivirotto Corinne Stoddard | Sztafeta mieszana       |              |              | 2:39,043    | 3.          | DSQ      | DSQ      | DSQ      | 8.      | [ 124 ] [ 125 ] [ 126 ]         |

### Skeleton
| Zawodnik        | Konkurencja | Ślizg 1 | Ślizg 1 | Ślizg 2 | Ślizg 2 | Ślizg 3 | Ślizg 3 | Ślizg 4 | Ślizg 4 | Łącznie | Pozycja | Źródło  |
| Zawodnik        | Konkurencja | Czas    | Pozycja | Czas    | Pozycja | Czas    | Pozycja | Czas    | Pozycja | Łącznie | Pozycja | Źródło  |
| --------------- | ----------- | ------- | ------- | ------- | ------- | ------- | ------- | ------- | ------- | ------- | ------- | ------- |
| Andrew Blaser   | mężczyźni   | 1:01,80 | 20.     | 1:02,08 | 21.     | 1:02,10 | 22.     | NQ      | NQ      | 3:05,98 | 21.     | [ 127 ] |
| Katie Uhlaender | kobiety     | 1:02,41 | 9.      | 1:02,46 | 8.      | 1:02,15 | 6.      | 1:02,21 | 5.      | 4:09,23 | 6.      | [ 128 ] |
| Kelly Curtis    | kobiety     | 1:02,94 | 19.     | 1:03,05 | 16.     | 1:03,24 | 23.     | NQ      | NQ      | 3:09,23 | 21.     | [ 128 ] |

### Skoki narciarskie
Mężczyźni
| Konkurencja                                              | Skoczek                   | Kwalifikacje | Kwalifikacje | Kwalifikacje | Skok 1                 | Skok 1              | Skok 2    | Skok 2 | Nota  | Pozycja | Źródło          |
| Konkurencja                                              | Skoczek                   | Odległość    | Nota         | Miejsce      | Odległość              | Nota                | Odległość | Nota   | Nota  | Pozycja | Źródło          |
| -------------------------------------------------------- | ------------------------- | ------------ | ------------ | ------------ | ---------------------- | ------------------- | --------- | ------ | ----- | ------- | --------------- |
| Casey Larson                                             | Skocznia normalna         | 79,0         | 69,8         | 41.          | 96,5                   | 113,2               | NQ        | NQ     | 113,2 | 39.     | [ 129 ] [ 130 ] |
| Decker Dean                                              | Skocznia normalna         | 81,0         | 66,6         | 42.          | 90,0                   | 106,6               | NQ        | NQ     | 106,6 | 44.     | [ 129 ] [ 130 ] |
| Kevin Bickner                                            | Skocznia normalna         | 78,0         | 61,8         | 43.          | 95,0                   | 108,1               | NQ        | NQ     | 108,1 | 43.     | [ 129 ] [ 130 ] |
| Patrick Gasienica                                        | Skocznia normalna         | 81,5         | 61,2         | 44.          | 87,0                   | 89,8                | NQ        | NQ     | 89,8  | 49.     | [ 129 ] [ 130 ] |
| Decker Dean                                              | Skocznia duża             | 112,0        | 94,9         | 38.          | 120,0                  | 100,9               | NQ        | NQ     | 100,9 | 45.     | [ 131 ] [ 132 ] |
| Casey Larson                                             | Skocznia duża             | 116,5        | 89,2         | 43.          | 123,0                  | 107,5               | NQ        | NQ     | 107,5 | 43.     | [ 131 ] [ 132 ] |
| Kevin Bickner                                            | Skocznia duża             | 110,5        | 84,3         | 45.          | 125,0                  | 110,0               | NQ        | NQ     | 110,0 | 39.     | [ 131 ] [ 132 ] |
| Patrick Gasienica                                        | Skocznia duża             | 101,5        | 63,6         | 53.          | NQ                     | NQ                  | NQ        | NQ     | NQ    | 53.     | [ 131 ] [ 132 ] |
| Anna Hoffmann                                            | skocznia normalna kobiety | N/A          | N/A          | N/A          | 64,5                   | 36,2                | NQ        | NQ     | 36,2  | 37.     | [ 133 ]         |
| Decker Dean Patrick Gasienica Kevin Bickner Casey Larson | Konkurs drużynowy         | N/A          | N/A          | N/A          | 92,5 105,5 103,0 106,0 | 69,3 59,7 63,5 68,5 | NQ        | NQ     | 261,0 | 10.     | [ 134 ]         |

### Snowboarding
Big Air
| Zawodnik         | Konkurencja | Kwalifikacje | Kwalifikacje | Kwalifikacje | Kwalifikacje | Finał   | Finał      | Finał      | Finał      | Finał  | Pozycja | Źródło          |
| Zawodnik         | Konkurencja | Przejazd 1   | Przejazd 2   | Przejazd 3   | Wynik        | Miejsce | Przejazd 1 | Przejazd 2 | Przejazd 3 | wynik  | Pozycja | Źródło          |
| ---------------- | ----------- | ------------ | ------------ | ------------ | ------------ | ------- | ---------- | ---------- | ---------- | ------ | ------- | --------------- |
| Redmond Gerard   | mężczyźni   | 75,50        | 80,00        | 78,75        | 158,75       | 3.      | 82,50      | 50,25      | 84,00      | 165,75 | 5.      | [ 135 ] [ 136 ] |
| Chris Corning    | mężczyźni   | 64,25        | 17,50        | 81,75        | 146,00       | 10.     | 92,00      | 35,50      | 64,00      | 156,00 | 7.      | [ 135 ] [ 136 ] |
| Sean FitzSimons  | mężczyźni   | 53,25        | 68,75        | 16,25        | 122,00       | 17.     | NQ         | NQ         | NQ         | NQ     | 17.     | [ 135 ] [ 136 ] |
| Dusty Henricksen | mężczyźni   | 23,00        | 72,75        | 20,75        | 93,50        | 21.     | NQ         | NQ         | NQ         | NQ     | 21.     | [ 135 ] [ 136 ] |
| Hailey Langland  | kobiety     | 6+2,00       | 65,50        | 21,25        | 127,50       | 12.     |            |            |            |        | .       | [ 137 ] [ 138 ] |
| Jamie Anderson   | kobiety     | 30,00        | 29,50        | 89,75        | 119,75       | 15.     | NQ         | NQ         | NQ         | NQ     | 15.     | [ 137 ] [ 138 ] |
| Courtney Rummel  | kobiety     | 44,75        | 56,25        | 38,75        | 101,00       | 19.     | NQ         | NQ         | NQ         | NQ     | 19.     | [ 137 ] [ 138 ] |
| Julia Marino     | kobiety     | DNS          | DNS          | DNS          | DNS          | DNS     | DNS        | DNS        | DNS        | DNS    | DNS     | [ 137 ] [ 138 ] |

Halfpipe, Slopestyle
| Zawodnik         | Konkurencja         | Kwalifikacje | Kwalifikacje | Kwalifikacje | Kwalifikacje | Finał   | Finał   | Finał   | Finał | Finał   | Źródło          |
| Zawodnik         | Konkurencja         | Zjazd 1      | Zjazd 2      | Wynik        | Miejsce      | Zjazd 1 | Zjazd 2 | Zjazd 3 | wynik | Pozycja | Źródło          |
| ---------------- | ------------------- | ------------ | ------------ | ------------ | ------------ | ------- | ------- | ------- | ----- | ------- | --------------- |
| Shaun White      | halfpipe mężczyzn   | 24,25        | 86,25        | 86,25        | 4.           | 72,00   | 85,00   | 14,75   | 85,00 | 4.      | [ 139 ] [ 140 ] |
| Taylor Gold      | halfpipe mężczyzn   | 81,25        | 83,50        | 83,50        | 7.           | 81,75   | 25,00   | 20,00   | 81,75 | 5.      | [ 139 ] [ 140 ] |
| Chase Josey      | halfpipe mężczyzn   | 15,75        | 69,50        | 69,50        | 12.          | 62,50   | 23,00   | 79,50   | 79,50 | 7.      | [ 139 ] [ 140 ] |
| Lucas Foster     | halfpipe mężczyzn   | 42,00        | 21,50        | 42,00        | 17.          | NQ      | NQ      | NQ      | NQ    | 17.     | [ 139 ] [ 140 ] |
| Chloe Kim        | halfpipe kobiet     | 87,75        | 8,75         | 87,75        | 1.           | 94,00   | 27,00   | 26,25   | 94,00 | złoto   | [ 141 ] [ 142 ] |
| Maddie Mastro    | halfpipe kobiet     | 65,75        | 51,50        | 65,75        | 13.          | NQ      | NQ      | NQ      | NQ    | 13.     | [ 141 ] [ 142 ] |
| Tessa Maud       | halfpipe kobiet     | 53,50        | 10,00        | 53,50        | 16.          | NQ      | NQ      | NQ      | NQ    | 16.     | [ 141 ] [ 142 ] |
| Zoe Kalapos      | halfpipe kobiet     | 20,00        | 51,75        | 51,75        | 17.          | NQ      | NQ      | NQ      | NQ    | 17.     | [ 141 ] [ 142 ] |
| Sean Fitzsimons  | slopestyle mężczyzn | 78,76        | 26,75        | 78,76        | 3.           | 29,48   | 29,61   | 26,61   | 29,61 | 12.     | [ 143 ] [ 144 ] |
| Redmond Gerard   | slopestyle mężczyzn | 78,20        | 43,95        | 78,20        | 5.           | 83,25   | 71,86   | 28,65   | 83,25 | 4.      | [ 143 ] [ 144 ] |
| Chris Corning    | slopestyle mężczyzn | 48,48        | 69,30        | 69,30        | 11.          | 31,58   | 20,78   | 65,11   | 65,11 | 6.      | [ 143 ] [ 144 ] |
| Dusty Henricksen | slopestyle mężczyzn | 37,46        | 58,46        | 58,46        | 17.          | NQ      | NQ      | NQ      | NQ    | 17.     | [ 143 ] [ 144 ] |
| Jamie Anderson   | slopestyle kobiet   | 74,35        | 53,26        | 74,35        | 5.           | 22,98   | 60,78   | 36,88   | 60,78 | 9.      | [ 145 ] [ 146 ] |
| Julia Marino     | slopestyle kobiet   | 2,91         | 71,78        | 71,78        | 6.           | 30,61   | 87,68   | 60,35   | 87,68 | srebro  | [ 145 ] [ 146 ] |
| Hailey Langland  | slopestyle kobiet   | 28,31        | 68,71        | 68,71        | 9.           | 32,05   | 48,35   | 29,93   | 48,35 | 11.     | [ 145 ] [ 146 ] |
| Courtney Rummel  | slopestyle kobiet   | 37,18        | 48,30        | 48,30        | 17.          | NQ      | NQ      | NQ      | NQ    | 17.     | [ 145 ] [ 146 ] |

Cross
| Konkurencja                         | Zawodnik               | Rozstawienie | Rozstawienie | 1/8 finału | Ćwierćfinał | Półfinał | Finał   | Finał   | Źródło                          |
| Konkurencja                         | Zawodnik               | Czas         | Miejsce      | Pozycja    | Pozycja     | Pozycja  | Pozycja | Miejsce | Źródło                          |
| ----------------------------------- | ---------------------- | ------------ | ------------ | ---------- | ----------- | -------- | ------- | ------- | ------------------------------- |
| Hagen Kearney                       | cross (m)              | 1:17,81      | 7.           | 3.         | NQ          | NQ       | NQ      | 17.     | [ 147 ] [ 148 ] [ 149 ]         |
| Nick Baumgartner                    | cross (m)              | 1:18,01      | 10.          | 2.         | 3.          | NQ       | NQ      | 9.      | [ 147 ] [ 148 ] [ 149 ]         |
| Jake Vedder                         | cross (m)              | 1:17,88      | 18.          | 1.         | 2.          | 3.       | 2.      | 6.      | [ 147 ] [ 148 ] [ 149 ]         |
| Mick Dierdorff                      | cross (m)              | 1:18,64      | 20.          | 1.         | DNF         | NQ       | NQ      | 13.     | [ 147 ] [ 148 ] [ 149 ]         |
| Stacy Gaskill                       | cross (k)              | 1:23,14      | 4.           | 1.         | 1.          | 4.       | 3.      | 7.      | [ 150 ] [ 151 ] [ 152 ] [ 153 ] |
| Lindsey Jacobellis                  | cross (k)              | 1:23,44      | 5.           | 1.         | 1.          | 1.       | 1.      | złoto   | [ 150 ] [ 151 ] [ 152 ] [ 153 ] |
| Faye Gulini                         | cross (k)              | 1:23,98      | 7.           | 1.         | 4.          | NQ       | NQ      | 13.     | [ 150 ] [ 151 ] [ 152 ] [ 153 ] |
| Meghan Tierney                      | cross (k)              | 1:25,16      | 16.          | 2.         | 3.          | NQ       | NQ      | 9.      | [ 150 ] [ 151 ] [ 152 ] [ 153 ] |
| Nick Baumgartner Lindsey Jacobellis | cross drużyny mieszane | —            | —            | —          | 1.          | 2.       | 1.      | złoto   | [ 154 ]                         |
| Jake Vedder Faye Gulini             | cross drużyny mieszane | —            | —            | —          | 3.          | NQ       | NQ      | 9.      | [ 154 ]                         |

Slalom równoległy
| Zawodnik     | Konkurencja           | Rozstawienie | Rozstawienie | 1/8 finału      | Ćwierćfinał     | Półfinał        | Finał           | Finał   | Źródło                  |
| Zawodnik     | Konkurencja           | Czas         | Miejsce      | Przeciwnik Czas | Przeciwnik Czas | Przeciwnik Czas | Przeciwnik Czas | Miejsce | Źródło                  |
| ------------ | --------------------- | ------------ | ------------ | --------------- | --------------- | --------------- | --------------- | ------- | ----------------------- |
| Cody Winters | slalom równoległy (m) | 1:27,80      | 29.          | NQ              | NQ              | NQ              | NQ              | 29.     | [ 155 ] [ 156 ] [ 157 ] |
| Robert Burns | slalom równoległy (m) | 1:36,22      | 31.          | NQ              | NQ              | NQ              | NQ              | 31.     | [ 155 ] [ 156 ] [ 157 ] |